# Słodków Drugi
Słodków Drugi – wieś w Polsce, położona w województwie lubelskim, w powiecie kraśnickim, w gminie Kraśnik.
| SIMC    | Nazwa    | Rodzaj    |
| ------- | -------- | --------- |
| 0383946 | Rzeczyca | część wsi |

W latach 1975–1998 miejscowość administracyjnie należała do ówczesnego województwa lubelskiego.
Wieś stanowi sołectwo gminy Kraśnik. Według Narodowego Spisu Powszechnego (III 2011 r.) wieś liczyła 668 mieszkańców. 
Charakter wsi – rolniczy, o zabudowie rzędowej.
Wierni Kościoła rzymskokatolickiego należą do parafii Trójcy Przenajświętszej i Matki Bożej Częstochowskiej w Stróży-Kolonii.